# Tân Chính
Tân Chính là một phường thuộc quận Thanh Khê, thành phố Đà Nẵng, Việt Nam.
Phường có diện tích 0,37 km², dân số năm 1999 là 13.689 người, mật độ dân số đạt 36.997 người/km².